# Ryszard Bender
Ryszard Janusz Bender (ur. 16 lutego 1932 w Łomży, zm. 24 lutego 2016 w Lublinie) – polski historyk, nauczyciel akademicki i polityk, profesor nauk humanistycznych, dziekan Wydziału Nauk Humanistycznych Katolickiego Uniwersytetu Lubelskiego, współzałożyciel i wieloletni prezes Klubu Inteligencji Katolickiej w Lublinie, publicysta, przewodniczący Krajowego Sekretariatu SOS dla Radia Maryja, poseł na Sejm PRL VII i IX kadencji (1976–1980, 1985–1989), senator II, VI i VII kadencji (1991–1993, 2005–2011), przewodniczący Sejmiku Województwa Lubelskiego (2002–2003, 2005).

## Życiorys

### Wykształcenie
W 1938 rozpoczął naukę w Szkole Powszechnej nr 4 w Łomży. Następnie w 1950 został absolwentem Państwowego Liceum im. Tadeusza Kościuszki w tym mieście. W 1955 ukończył studia historyczne na Wydziale Nauk Humanistycznych Katolickiego Uniwersytetu Lubelskiego. Podjął również nieukończone ostatecznie studia z zakresu filozofii na KUL oraz podyplomowe studia w zakresie prawa na Uniwersytecie Warszawskim. W 1961 uzyskał na UW stopień naukowy doktora, a w 1969 na KUL stopień doktora habilitowanego. Tytuły profesora nadzwyczajnego uzyskał w 1977, a profesorem zwyczajnym został w 1985.

### Działalność naukowa i publicystyczna
Krótko pracował w zawodzie bibliotekarza w Lublinie i Katowicach. W latach 1970–1975 sprawował funkcję prodziekana, a w latach 1981–1987 dziekana Wydziału Nauk Humanistycznych KUL. W okresie 1969–2002 był kierownikiem I Katedry Historii Nowożytnej Instytutu Historii KUL. Od 1974 do 1979 pełnił funkcję sekretarza generalnego Towarzystwa Naukowego KUL. Był stypendystą Programu Fulbrighta na Catholic University of America. Od 1987 do 1999 pełnił funkcję wiceprezesa Lubelskiego Towarzystwa Naukowego.
Od 1997 do 2002 wykładał w Wyższej Szkole Dziennikarstwa im. Melchiora Wańkowicza, a od 1997 do 1999 także na Akademii Polonijnej w Częstochowie. Od 1999 do 2000 przewodniczył Komisji Akredytacyjnej Niepaństwowych Szkół Wyższych w Polsce. W latach 2002–2005 był kierownikiem Katedry Historii w Wyższej Szkole Pedagogicznej Towarzystwa Wiedzy Powszechnej w Warszawie. W 2006 został wykładowcą w Wyższej Szkole Kultury Społecznej i Medialnej w Toruniu. Był członkiem zarządu głównego Polskiego Towarzystwa Turystyczno-Krajoznawczego.
W latach 1981–1987 był członkiem Rady Naukowej Episkopatu Polski, a w latach 1989–1996 członkiem Komisji Episkopatu Polski Iustitia et Pax. W 1987 został członkiem zarządu Stowarzyszenia Krzewienia Katolickiej Nauki Społecznej. W 1996 objął funkcję przewodniczącego komitetu redakcyjnego „Rycerstwa Czarnej Madonny” w Polsce.
Od 1959 do 1967 publikował w „Więzi”. Był także m.in. publicystą pism: „Kultura”, „Chrześcijanin w Świecie”, „Tygodnik Powszechny”, „Myśl Polska”, „Niedziela”, „Przegląd Katolicki”, „Głos”, „Najwyższy CZAS!” i „Ład”. Od lat 90. był związany z „Naszym Dziennikiem”, Radiem Maryja i Telewizją Trwam.

### Działalność publiczna w PRL
W latach 40. działał w niezależnym od władz harcerstwie (był drużynowym i członkiem komendy hufca). Od 1957 do 1960 był członkiem rady naczelnej Zrzeszenia Studentów Polskich. W 1956 współtworzył Związek Młodych Demokratów. Do rozwiązania tej organizacji był członkiem jej zarządu głównego. Kierował także lubelskim oddziałem ZMD. W 1967 wszedł w skład rady naukowej i rady społecznej Ośrodka Dokumentacji i Studiów Społecznych, a od 1986 do 1996 przewodniczył jego radzie naukowej. W latach 1973–1977 jako bezpartyjny zasiadał w radzie Lublina. Od 1976 do 1980 był posłem na Sejm PRL VII kadencji, zajął miejsce Stanisława Stommy.
W 1976 współtworzył Klub Inteligencji Katolickiej w Lublinie (nienależący do ogólnopolskiego porozumienia KIK-ów), w którym objął funkcję wiceprezesa, a w 1983 prezesa. W 2005 arcybiskup lubelski Józef Życiński zabronił temu klubowi określania się mianem „katolickiego”, co było powodem konfliktu między nim a Ryszardem Benderem.
W 1980 wstąpił do NSZZ „Solidarność”. W latach 1981–1983 pełnił funkcję wiceprezesa Polskiego Związku Katolicko-Społecznego. W 1985 wziął udział w zbojkotowanych przez działaczy związanych z pierwszą „Solidarnością” wyborach do Sejmu. Od 1988 do 1989 był współprzewodniczącym Chrześcijańsko-Demokratycznego Klubu Myśli Politycznej w Warszawie. Jako bezpartyjny sprawował mandat posła na Sejm PRL IX kadencji do 1989. Jako przedstawiciel strony solidarnościowo-opozycyjnej brał udział w obradach Okrągłego Stołu w zespole ds. reform politycznych.

### Działalność publiczna w III RP
W 1989 w wyborach do Sejmu kontraktowego nie uzyskał poparcia Komitetu Obywatelskiego (którego był członkiem) i bez powodzenia rywalizował m.in. z kandydatami NSZZ „Solidarność”. Od 1989 do 1990 był wiceprezesem Stronnictwa Pracy, a od 1990 do 1991 wiceprezesem Chrześcijańsko-Demokratycznego Stronnictwa „Zjednoczenie”. W latach 1991–1993 sprawował mandat senatora II kadencji wybranego w województwa łomżyńskiego z rekomendacji Wyborczej Akcji Katolickiej (należał w tym czasie do ZChN, był szefem klubu senackiego i wiceszefem klubu parlamentarnego tej partii). Zasiadał w Komisji Spraw Zagranicznych oraz Komisji Konstytucyjnej Zgromadzenia Narodowego.
W 1992 został pozwany przez Jerzego Urbana za określenie go mianem „Goebbelsa stanu wojennego”. W 2004 Sąd Apelacyjny w Lublinie orzekł, że pozwany nie musi przepraszać powoda. Rok później Sąd Najwyższy oddalił kasację i stwierdził, że porównanie nie wyrządziło szkód powodowi.
Od kwietnia 1993 do lipca 1994 zasiadał w Krajowej Radzie Radiofonii i Telewizji z nominacji Lecha Wałęsy. W okresie 30 marca do 21 lipca 1994 zajmował stanowisko przewodniczącego KRRiT. Ustąpił z tej funkcji w związku z oskarżeniami o wykorzystywanie stanowiska do darmowych, egzotycznych podróży fundowanych przez stacje telewizyjne ubiegające się o koncesje na nadawanie programu telewizyjnego.
W latach 1998–2005 był radnym Sejmiku Województwa Lubelskiego I i II kadencji (w 1998 został wybrany z listy Akcji Wyborczej Solidarność, a w 2002 z ramienia Ligi Polskich Rodzin). Dwukrotnie pełnił funkcję przewodniczącego sejmiku (od 2002 do 2003 i w 2005). Od 1995 do 1998 działał w Ruchu Odbudowy Polski. Od 1998 do 2003 przewodniczył radzie naczelnej Ruchu Katolicko-Narodowego. Następnie był wiceprzewodniczącym rady politycznej LPR. Z rekomendacji tej partii w wyborach parlamentarnych w 2001 bez powodzenia kandydował do Senatu, a od 2001 do 2005 był członkiem Trybunału Stanu. Z listy LPR bez powodzenia kandydował też w wyborach do Parlamentu Europejskiego w 2004 w okręgu wyborczym Łódź (otrzymał 27 230 głosów).
W wyborach parlamentarnych w 2005 został wybrany na senatora VI kadencji z ramienia LPR w okręgu lubelskim. Objął funkcję wiceprzewodniczącego klubu parlamentarnego tej partii. Następnie go opuścił i w grudniu 2006 został przewodniczącym Senatorskiego Klubu Narodowego. W wyborach parlamentarnych w 2007 po raz trzeci uzyskał mandat senatorski, kandydując jako bezpartyjny z ramienia Prawa i Sprawiedliwości i otrzymując 168 651 głosów. Na pierwszym posiedzeniu Senatu VII kadencji pełnił funkcję marszałka seniora. Objął funkcję przewodniczącego Komisji Spraw Emigracji i Łączności z Polakami za Granicą. W 2006 został delegatem do Zgromadzenia Parlamentarnego Rady Europy.
W 2009 był kandydatem KW Libertas w wyborach do Parlamentu Europejskiego w okręgu wyborczym Olsztyn. W wyborach parlamentarnych w 2011 nie ubiegał się o reelekcję. W tym samym roku zrezygnował ze stanowiska prezesa zarządu KIK w Lublinie, obejmując równocześnie funkcję prezesa jego rady głównej.
W 2001 został odznaczony przyznawanym przez Stowarzyszenie Polskich Byłych Więźniów Politycznych Krzyżem Niezłomnych.

## Życie prywatne
Syn Andrzeja i Stanisławy Benderów. Ojciec został w 1944 zamordowany przez Niemców. Matka pochodziła z rodziny szlacheckiej pieczętującej się herbem Pomian.
Był żonaty z Marią; miał troje dzieci: Agnieszkę, Bognę i Iwona.
29 lutego 2016 został pochowany na cmentarzu Katedralnym w Łomży.

## Publikacje
- Ludność miejska lubelskiego w akcji przedpowstaniowej w latach 1861–1862, Lublin 1961.
- Reforma czynszowa w Ordynacji Zamoyskiej 1833–1864, Lublin 1969.
- Chrześcijanie w polskich ruchach demokratycznych XIX stulecia, Warszawa 1975.
- Powstaniec – zakonnik. O. Rafał Kalinowski, Warszawa 1977.
- Społeczne inicjatywy chrześcijańskie w Królestwie Polskim 1905–1918, Lublin 1978.
- Historia katolicyzmu społecznego w Polsce 1832–1939, Warszawa 1981.
- Ksiądz Karol Mikoszewski (X. Syxtus) 1832–1886, członek Rządu Tymczasowego Narodowego 1863, emigrant, zesłaniec, Warszawa 1982.
- Wojna o media. Kulisy Krajowej Rady Radia i TV, Warszawa 1994.
- Polskie korzenie jednoczącej się Europy, Włocławek 2000.